# Ocinara grisea
Ocinara grisea är en fjärilsart som beskrevs av M.Gaede 1927. Ocinara grisea ingår i släktet Ocinara och familjen silkesspinnare. Inga underarter finns listade i Catalogue of Life.